# Череха клепарівська
Чере́ха клепа́рівська (‘Griotte de Kleparow’ у міжнародній літературі) — це сорт (культивар) вишні звичайної (Prunus cerasus), виведений у Клепарові — передмісті Львова і який славився великими розмірами та смаком далеко за межами Львова і був дуже популярний до початку 20 століття.

## Походження та історія
Череха клепарівська виведена та спочатку вирощена в історичній місцевості Клепарів, зараз у Шевченківському районі міста Львова. Мешканці Клепарова займалися городництвом і садівництвом і місцевість славилася своїми садами й виноградниками.
Батьки невідомі, але це напевно сорт вишні звичайної — типу гріоти, або морелі, в яких плоди темно-червоні, майже чорні, кисло-солодкого смаку, із забарвленим соком. Гріоти відрізняються від вишні типу аморелей, де сік не забарвлений, плоди світло-рожеві, не дуже кислі.
Одне джерело стверджує, що Череха клепарівська є гібридом вишні звичайної (Prunus cerasus) і черешні (Prunus avium).
1555 року у Львові видано указ, який зобов'язував оберігати цей сорт дерева і заохочував його культивування. Цей сорт став дуже популярний у XVIII і XIX століттях, а його вирощування поширилося на інші частини Європи, Сполучених Штатів, та Австралії.
Перший науковий опис цього сорту дерева був опублікований у 1792 році Йоганном Крафтом в його «Pomona Austriaca». Перша згадка черех в англійській літературі під назвою ‘Griotte de Kleparow’ відома з 1831 р. З того часу воно стало найбільш вживаною назвою цього сорту в міжнародній ботанічній і помологічній літературі.
В Україні вирощування черехи занедбано в 1930-х роках і, ймовірно, цей сорт тут зник. До кінця 20 століття у всьому світі число вишневих сортів різко скоротилося, і цей сорт або цілковито зник, або не вирощується комерційно, хоча і є деякий інтерес до його збереження у Франції в товаристві збереження і вирощування старих традиційних фруктових дерев.

### Повернення до Львова
В 2021 році група активістів розпочала Ініціативу із повернення клепарівських черех до Львова. У польському розпліднику придбали 10 сертифікованих саджанців черехи, які навесні 2022 були висаджені у Ботанічному саду Львівського університету. Було анонсовано також можливість придбати сертифіковані саджанці львів'янам, зокрема мешканцям Клепарова, проте через повномасштабне вторгнення процес сповільнився

## Опис

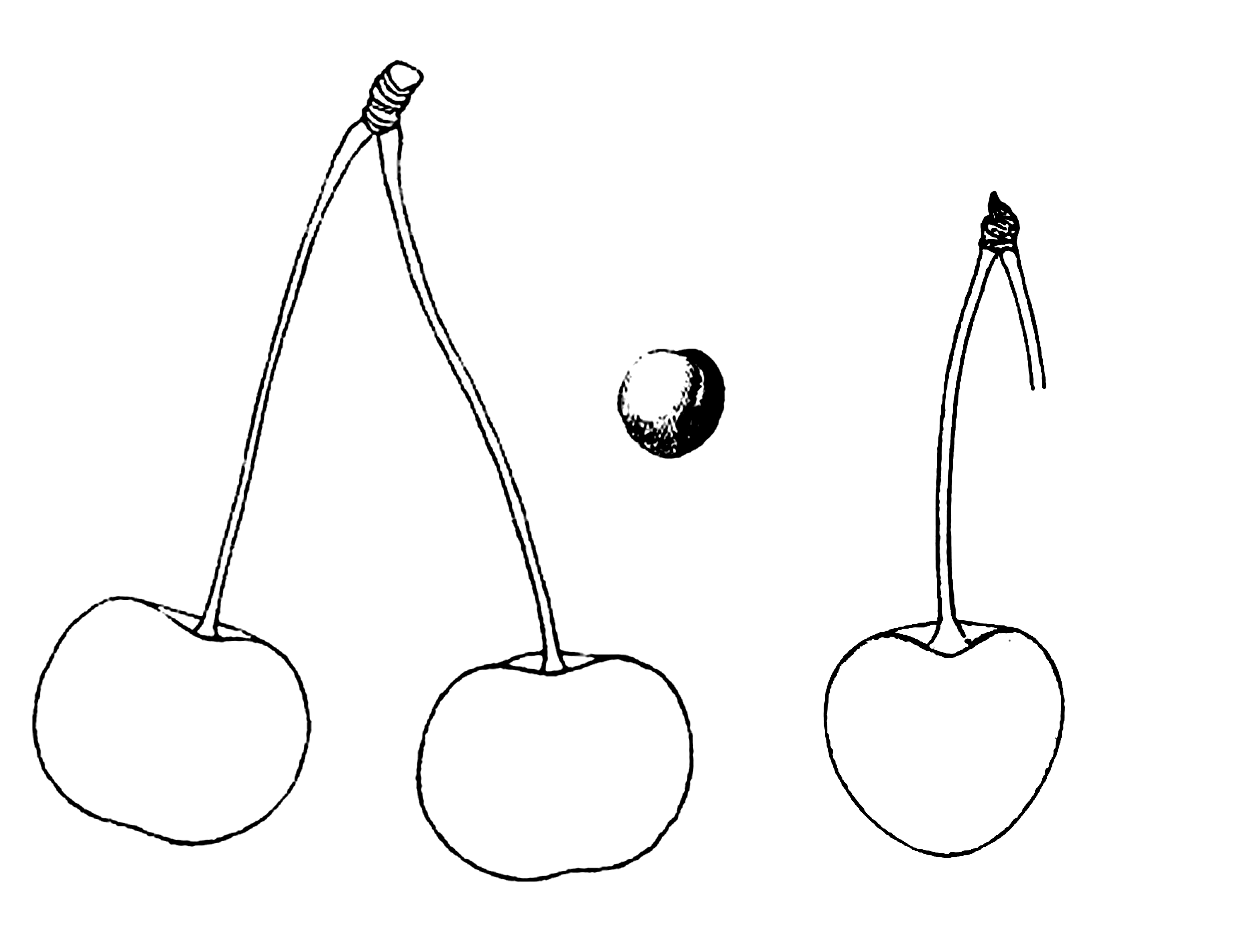
Варіація плодів 'Griotte de Kleparow'. Плід ліворуч є типовішої форми. (Ілюстрація з Illustriertes Handbuch der Obstkunde, 1875). Ілюстрація плоду праворуч з Dictionnaire de Pomologie, 1877.

Характеристики ‘Griotte de Kleparow’ описано в ряді документів:
Дерево: Високе, велике, продуктивне. Гілки довгі, тонкі, звисаючі, світло-зелені з червоним відтінком, перидерма при основі світла.
Листя: літнє листя світло-зеленого кольору з червоним відтінком. Велике листя, овальне і розширене, сильно зубчасте, з довгим гострим кінцем, увігнуте вздовж центральної жилки; на міцних і коротких стеблах, що є яскраво-червоні і не мають залоз. Прилистки середньої довжини, злегка видовжені в основі, сильно зубчасті. В період плодоношення листя набагато більше, має короткий кінець, зморщене при основі, і більш яскраво-зелене.
Квітки: середнього, радше малого розміру. Еліптично-округлі, увігнуті пелюстки, що частково перекривають одна одну. Чашечка коротка, досить велика, майже гостра. Має виразні червоні переділки і міцні, короткі квітконіжки.
Плоди: середнього розміру, як правило, ростуть парами, округло-серцеподібні з округлої-сплющеної сторони, часто стиснуті; шов дрібний, часто лінія. Стебло довге, тонке, вставлене в широку і глибоку порожнину. Жорстка шкіра, що не віділяється від м'якоті, блискуча, темно-коричнево-червона, темно-чорна при дозріванні. Стебло довжиною 50 мм. Плоди дозрівають в кінці липня.
М'якоть: ніжна, волокниста, від світлого до темного кольору, соковита, з багатим, солодким і суб-кислим смаком, ароматна, якість середня.
Кісточка: невелика, пихата, майже сферична.
Розмноження: сорт можна виростити з насіння.

## Використання
Цей сорт став популярним в Європі для столового вжитку (десерту) і для виготовлення вишневого соку.
У Німеччині в 1824 році, Ліпполд Боуманн описав цей сорт отак:
| Ліві лапки | Дуже помітна вишня з соком темно-коричневого кольору, з терміном дозрівання в серпні, так само хороша для варення, як і для вишневого соку. Дерево стає дуже велике, і дуже плодюче, оскільки плодить щорічно і рясно і не страждає від морозу. | Праві лапки |

У Сполучених Штатах, 1837 р. розсадницький каталог пропонував вирощені черехи на продаж за $ 0,75 до $ 1,00 кожна, і описував їх так: «середнього росту, компактної і сферичної форми; яка витримує суворий північний клімат». Також заявлялося, що сорт був «найшанованішим за якість» і «найкращий для пирогів, вина та варення». У Великій Британії, в 1842 р. сорт був вказаний як один з 61 вишневих різновидів «гідних для вирощування» і який є корисним для столу (десерту).

## Інші назви
Сорт має багато синонімів в ботанічній і помологічній літературі. Деякі синонімі включають в себе:
- Череха клепарівська[15]
- Griotte de Kleparow[5]
- Prunus caproniana Schübl. var. kleparoviensis Zaw.[16]
- Belle de Kleparow[17]
- Belle Polonaise[18]
- Bonne Polonaise[13]
- Cerise de Kleparow[18]
- Czerecha kleparowska
- Griotte Kleparite[11]
- Kleparovka[18]
- Kleparovoska[11]
- Kleparower Süssweichsel[12]
- Kleparower Weichsel[14]
- Kleparower[13]
- Kleparowska[19]
- Pohlnische Weichsel[4]
- Polnische grosse Weichsel[4]
- Polnische Kirsche[11]
- Polnische Weichsel[18]
- Ratafia polonica[18]